# Болдвін (Вісконсин)
Болдвін (англ. Baldwin) — селище (англ. village) в США, в окрузі Сент-Круа штату Вісконсин. Населення — 4291 особа (2020).

## Географія
Болдвін розташований за координатами 44°57′18″ пн. ш. 92°22′13″ зх. д. / 44.95500° пн. ш. 92.37028° зх. д. (44.954883, -92.370334).  За даними Бюро перепису населення США в 2010 році селище мало площу 7,53 км², уся площа — суходіл. В 2017 році площа становила 7,98 км², уся площа — суходіл.

## Демографія
Згідно з переписом 2010 року, у селищі мешкало 3957 осіб у 1572 домогосподарствах у складі 1006 родин. Густота населення становила 526 осіб/км².  Було 1724 помешкання (229/км²).
Расовий склад населення:
| - 96,0 % — білих - 0,9 % — чорних або афроамериканців - 0,6 % — азіатів - 0,4 % — корінних американців |

До двох чи більше рас належало 1,6 %. Частка іспаномовних становила 1,6 % від усіх жителів.
За віковим діапазоном населення розподілялося таким чином: 28,0 % — особи молодші 18 років, 59,6 % — особи у віці 18—64 років, 12,4 % — особи у віці 65 років та старші. Медіана віку мешканця становила 32,3 року. На 100 осіб жіночої статі у селищі припадало 93,8 чоловіків;  на 100 жінок у віці від 18 років та старших — 91,0 чоловіків також старших 18 років.
Середній дохід на одне домашнє господарство  становив 59 151 долар США (медіана — 56 755), а середній дохід на одну сім'ю — 70 919 доларів (медіана — 66 539). Медіана доходів становила 42 409 доларів для чоловіків та 32 289 доларів для жінок. За межею бідності перебувало 7,1 % осіб, у тому числі 3,7 % дітей у віці до 18 років та 21,9 % осіб у віці 65 років та старших.
Цивільне працевлаштоване населення становило 2179 осіб. Основні галузі зайнятості: освіта, охорона здоров'я та соціальна допомога — 21,9 %, виробництво — 21,2 %, роздрібна торгівля — 11,4 %, фінанси, страхування та нерухомість — 9,6 %.